# Charles-Antoine-Adrien de Rivière
Pour les articles homonymes, voir Rivière (homonymie).
Charles-Antoine-Adrien, duc de Rivière (Cervon, 2 juillet 1812 - Paris, 22 janvier 1870), est un homme politique français.

## Biographie
Il est admis à siéger à la Chambre des pairs en 1828, en remplacement de son père Charles François Riffardeau de Rivière.

## Sources
- « Charles-Antoine-Adrien de Rivière », dans Adolphe Robert et Gaston Cougny, Dictionnaire des parlementaires français, Edgar Bourloton, 1889-1891 [détail de l’édition]